# Space Surfers
Gli Space Surfers sono un gruppo rock italiano formatosi a Monza nei primi anni novanta da Giovanni Volpe e Sofia Castelli.

## Storia degli Space Surfers
Gli Space Surfers hanno pubblicato due album con testi in lingua inglese. Il loro primo concerto a Monza venne interrotto dalla polizia dopo soli 20 minuti dal suo inizio per il volume giudicato eccessivo, da lì il titolo del loro primo demo tape "Watch out! Killer volume on the loose".
Dopo una prima partecipazione nel 1995 alla compilation Soniche Avventure dell'etichetta milanese The Fridge col brano "Martian Canyon Wet", il primo disco "pretty damn cool" è pubblicato negli USA dall'etichetta di culto K Records di Olympia ed in Italia da The Fridge. Franco Caforio, ai tempi batterista dei Litfiba, ha suonato la batteria nei brani "Demolition Derby" e "Gorilla Revue". Il disco viene successivamente distribuito in Francia dall'etichetta Isalabel. Durante i concerti successivi alla pubblicazione del primo disco diversi componenti si avvicendano intorno al nucleo centrale del gruppo formato da Sofia Castelli (voce) e Giovanni Volpe (chitarra). Nel 1997 in occasione delle date negli Stati Uniti che si concludono con un concerto al Whisky a Go Go di Los Angeles alla formazione si uniscono Lance Porter degli Ex-Idols (batteria), Brian Shine Abell (chitarra ritmica), Max Noce (basso). Durante le date americane suonano di supporto alla band di Blues Saraceno e al side project di Arik Marshall e Chad Smith chiamato Mohammed Arik.
Il secondo disco "Bikini" è registrato tra Milano (nello studio di Paolo Siconolfi) e Los Angeles (Drive By Studios) e si avvale della collaborazione della sezione ritmica della band di Dweezil Zappa, Bryan Beller al basso e Joe Travers alla batteria, oltre che di Max Noce, Brian Ahine Abell e Michele Zorloni. Il disco esce per l'etichetta Red Sun/Nitti Gritti di Stefano Cerati. Vengono in contatto con Long Gone John fondatore dell'etichetta discografica Sympathy for the Record Industry ed iniziano una collaborazione che porterà alla pubblicazione di una compilation tributo a Blondie acquisita dall'etichetta svizzera VnV, ed alla registrazione di brani per un terzo album.
Ad ottobre del 2000 partecipano alla CMJ Music Marathon di New York suonando al Meow Mix.
Nel 2000 sono invitati dalla pubblicazione ROCKRGRL a suonare alla ROCKRGRL Music Conference a Seattle.
Durante una serie di concerti in California, Sofia Castelli e Giovanni Volpe incontrano la designer Tarina Tarantino con la quale stringono amicizia ed iniziano una collaborazione commerciale, importando i suoi prodotti in Italia ed in Europa. Questa nuova impresa fortemente incoraggiata dallo stilista Elio Fiorucci si affianca all'attività degli Space Surfers.

## Formazione

### Formazione originale
- Sofia Castelli (voce)
- Giovanni Volpe (chitarra)

### Membri successivi
- Bryan Beller (basso)
- Joe Travers (batteria)

## Discografia
- 1996 - pretty damn cool (K Records)
- 2000 - bikini (Red Sun)
- 2001 - how many bands does it take to screw up a blondie tribute? (Sympathy for the Record Industry) - Heart of Glass
- 2002 - come back in black - punk rock tribute to AC/DC - Sin City